# Prahova (Fluss)
Die Prahova ist ein linker Nebenfluss der Ialomița im Süden von Rumänien.
Der 183 km lange Fluss hat ein Einzugsgebiet von 3738 km². Im Tal des Flusses Prahova liegen Azuga (im oberen Tal des Flusses), Sinaia, Comarnic und Breaza.
Nach dem Fluss ist der Verwaltungsbezirk Kreis Prahova in der Region Walachei benannt.